# Cividale del Friuli
Cividale del Friuli (en frioulan Cividât), dite Cividale, est une commune italienne située en province d'Udine, dans la région autonome du Frioul-Vénétie Julienne. Fondée à l'époque romaine par Jules César sous le nom de Forum Iulii, dont toute la région tire alors son nom, elle devient la capitale du duché lombard du Frioul, de la Marche frioulane et capitale temporelle du patriarcat d'Aquilée. En 2019, elle compte 11 095 habitants.
Elle abrite un site du patrimoine mondial de l'UNESCO.

## Géographie

### Territoire
Cividale couvre une superficie de 49,50 km², avec une altitude minimale de 97 m et une altitude maximale de 508 m. Elle est située au pied des collines du Frioul oriental, dans la vallée du Natisone, sur les rives de la rivière, à 17 km d'Udine, sur la route qui relie la plaine veneto-frioulane à la moyenne et haute vallée de l'Isonzo, en territoire slovène.

### Climat
Les précipitations sont concentrées dans les périodes entre mars et mai, avec une légère diminution dans les mois d'été et une aggravation dans la période entre octobre et fin novembre.

## Histoire

### Origines du nom
Connue à l'époque romaine sous le nom de Forum Iulii, la tradition l'indique comme fondée par Jules César : « Forum Iulii ita dictum, quod Iulius Caesar negociationis forum ibi statuerat ». À l'époque lombarde, entre le VIe et le VIIIe siècle, elle s'appelait Civitas Fori Iulii. Au Xe siècle, étant située dans la partie orientale du royaume de Lothaire Ier, elle commence à s'appeler Civitas Austriae. Raccourcissant le nom officiel, la population l'appelle Civitate (m), d'où les noms locaux de Cividât, Zividât, Sividât et plus tard, vers le XVe siècle, celui de Cividal d'Austria (Cividal d'Autriche) et enfin, seulement à partir de la guerre entre Venise et la Ligue de Cambrai, le nom actuel de Cividale del Friuli est utilisé.

### Des premiers habitants aux Celtes
La présence humaine dans la zone où se dresse Cividale remonte à des temps assez anciens : des fouilles ont permis de découvrir à proximité de la cité des sites préhistoriques du Paléolithique et du Néolithique, avec de nombreux témoignages de l’âge du fer et de la culture paléo-vénète sur laquelle se développe la culture celtique à partir du IVe siècle av. J.-C. avec les Carni.

### Antiquité
La position stratégique de cette colonie primitive conduit les Romains à s'y installer, fondant peut-être déjà, au IIe siècle av. J.-C., un castrum, de nature militaire évidente. Vers -50, Jules César, proconsul de Gaule cisalpine, y établit un centre de commerce, un forum (marché). Pour cette raison la localité prend le nom de Forum Iulii qui devient plus tard l'identifiant de toute la région. Par la suite, la localité est élevée au rang de municipe, attribuée à la tribu Scaptia, et est finalement élevée au rang de capitale de la Regio X Venetia et Histria quand Attila rase Aquilée au Ve siècle
Le lien entre César et cette terre est souligné par le fait que le nom du Frioul dérive de Forum Iulii ou forum de César, l'actuelle Cividale del Friuli.

### Période lombarde
Au Ve siècle, après la destruction d'Aquilée par les Huns, puis celle de Zuglio par les Avars au VIe siècle, Cividale s’agrandit en nombre d’habitants et prend une importance stratégique. En 568, les Lombards, originaires de Scandinavie, arrivent de Pannonie. Le roi Alboïn élit immédiatement le Forum romain Iulii comme capitale du premier duché lombard d'Italie et place son neveu Gisulf comme duc. Ils renomment sa capitale Civitas Fori Iulii, la cité par excellence, qui deviendra ensuite Cividale, et y érigent des édifices imposants et prestigieux.
En 610, Cividale est saccagée et incendiée par les Avars du khagan Bayan, appelés par le roi lombard Agilulf (alors basé à Milan) pour punir la rébellion du duc « frioulan » Gisulf II. Les Avars, après avoir battu et tué le duc Gisulf II, s'empare de Romilda, sa femme. Détruite, Cividale reste un important centre connu sous le nom de Civitas Forumiuliana, pour devenir ensuite un centre militaire et politique de la Vénétie.
En 737, sous le règne de Liutprand et pour échapper aux incursions byzantines, le patriarche d'Aquilée Callisto décide d'y transférer son siège, tout comme l'évêque de Zuglio qui est expulsé par Callisto lui-même. Elle devient alors diocèse et caput Venetiae héréditaire d'Aquilée. La ville accroit son rôle également grâce à cette importante présence ecclésiastique. Quelques décennies plus tard, en 796, s'y tint le concile qui reconfirme l'indissolubilité du mariage,. Le siège du Patriarcat d’Aquilée restera dans la ville même après le départ des Lombards.

### Saint Empire romain germanique et patriarcat d'Aquilée
En 775, le duché de Frioul est envahi par les Carolingiens, les Lombards, avec leur duc Rotgaud en tête, prennent les armes pour la dernière fois face à l'arrivée des Francs. Les Carolingiens vainquent les anciens souverains et établissent la marche orientale du Frioul, en gardant Civitas Austriæ comme capitale. Cette dernière devient le siège d'une cour importante, notamment pendant le marquisat d'Évrard de Frioul qui attire des hommes de culture de toute l'Europe. En 825 l'empereur Lothaire Ier promulgue le capitulaire de Corteolona,, qui institue les écoles impériales. Outre Pavie, capitale du royaume d'Italie, Cividale possède également une école publique de droit, de rhétorique et d'arts libéraux ; tous les étudiants de la Marca del Friuli dépendent de l'école de Cividale.
À partir du IXe siècle, la cité prend le nom de Civitas Austriae, d’où dérive son nom actuel. Selon la Gesta Hungarorum, les Magyars s'emparent de la ville au début du Xe siècle.
D'importants hommes politiques sont nés des familles qui règnent sur la marche, dont l'empereur Bérenger Ier de Frioul, fils d'Évrard lui-même, qui devient roi d'Italie (888-924), puis empereur en 915. Au Xe siècle, à l'époque des Ottoniens, la marche de Frioul est déclassée en comté (ou contado) et insérée d'abord dans la marche de Vérone puis dans le duché de Carinthie, celui-ci faisant d'abord partie du duché de Bavière, puis s’érigeant lui-même en duché. La recomposition des puissances d'Europe centrale et d'Italie du Nord laisse une place importante aux patriarches, qui accroissent leurs possessions et leur pouvoir dès le début du Xe siècle et deviennent en 1077, les seigneurs féodaux libres du Saint-Empire romain germanique sur un vaste territoire, recevant l'investiture impériale. Un état patriarcal voit ainsi le jour qui dure jusqu'en 1419.
Cividale reste le plus grand centre politique et commercial de tout le Frioul, rivalisant dès le XIIIe siècle avec Udine, qui est en forte croissance grâce à une position géographique plus favorable, à tel point que le patriarche Berthold de Méran, en 1238, y transfère son propre siège ce qui entraîne des rivalités et luttes avec cette cité. La ville connait l'essor des monastères et des couvents, des palais et des tours, les maisons parlementaires les plus importantes du Frioul s'y installent et d'autres tout aussi honorables prospèrent. Au cours de cette même période, Cividale est le protagoniste des luttes intestines frioulanes, au cours desquelles la ville s'allie souvent aux comtes Gorizia et aux nobles châtelains contre Udine : l'un des moments les plus marquants a lieu en 1350, lorsqu'à Cividale, est organisé, avec quelques châtelains, l'assassinat du patriarche Bertrand de San Genesio. Après que le successeur de ce dernier, Nicolas de Luxembourg, ait mené une répression sanglante en 1353, Charles IV (empereur du Saint-Empire) accorde à Cividale l'ouverture de l'université. Au cours de ce même siècle, Cividale est également le théâtre de divers conflits entre les familles de la ville et du château. Lors d’un de ces assauts, en 1331, les armes à feu y sont utilisées pour la première fois dans le Frioul.
Les luttes intestines frioulanes trouvent peu à peu plus d'intensité jusqu'à ce qu'elles se terminent convulsivement en 1419, lorsque la république de Venise décide d'envahir la région. Pour chasser les Magyars de Sigismond de Luxembourg qui l’assiègent, Cividale se rend à Venise, la première à se donner à la Sérénissime, stipulant une paix solennelle et une alliance contextuelle. Dans les décennies suivantes, certains nobles projettent d'ouvrir les portes au patriarche déchu Ludovico di Teck, qui revint en 1431 à la tête de 4 000 Magyars, mais le projet échoue.

### De la domination vénitienne au royaume d'Italie

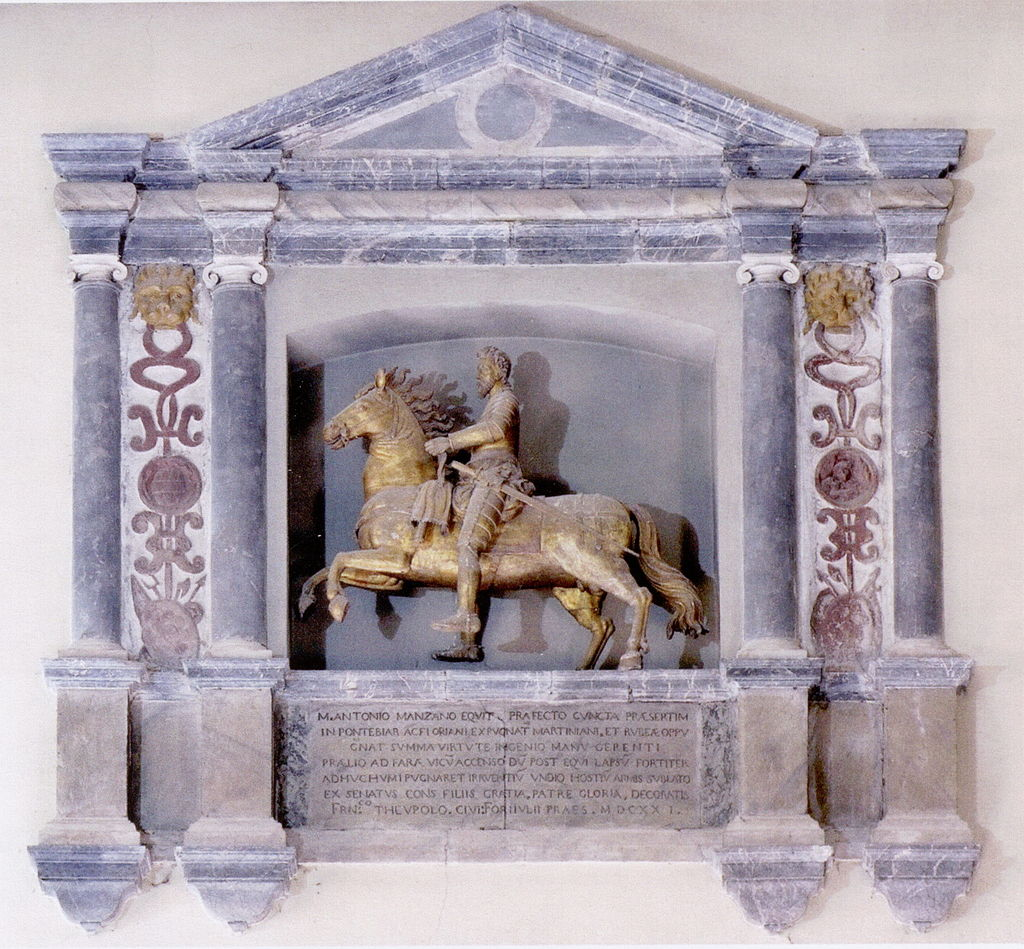
Monument équestre de Marcantonio di Manzano, chef de Cividale, appartenant à la famille noble des di Manzano, mort héroïquement en 1617 lors du siège de Goriška.

Cividale évite pendant presque trente ans les Turcs qui mènent des raids et des violences dans la région jusqu'en 1499. Au début du XVIe siècle,la guerre éclate entre Venise et la Ligue de Cambrai ; le Saint-Empire romain germanique tente d'occuper la ville en l'assiégeant avec les armées du duc Henri VII de Brunswick en 1509, mais après une lutte épique, les Cividalesi réussissent à rompre le siège allemand. L'armée allemande réussit cependant tout de même à occuper Cividale deux ans plus tard, mais seulement pour quelques semaines, devant quitter la ville également à cause d'un séisme et d'une épidémie de peste. Au terme de la guerre, il ne reste que la domination vénitienne. Avec la paix de Worms (1530), la ville perd la région de Goriška avec Tolmin sur le fleuve Isonzo, et les mines de mercure attenantes d'Idrija ; cela engendre un déclin économique inexorable ainsi qu'une marginalisation géographique et plus tard, celle des routes, dont elle ne put jamais se remettre. Plus d'une fois, une tentative est faite pour ramener le siège du patriarcat d'Aquilée à Cividale mais en vain, à l'exception de Nicolò Donà en 1497.
En 1553, Cividale établit son propre administrateur ordinaire de Venise, choisi par le Sénat parmi le patriciat vénitien. En 1559, son autonomie et son territoire sont finalement sanctionnés par la patrie du Frioul, s'affranchissant ainsi de l'invisa d'Udine. Une dramatique épidémie de peste se développe entre 1598 et 1599. Entre la fin du XVIe siècle et le début du XVIIe siècle, Cividale est le théâtre d'une longue querelle qui implique presque toutes les familles nobles locales, créant de nombreux « maux de tête » aux recteurs vénitiens. Dans la même période, certains Cividalesi se distinguent par les armes, non seulement pendant la guerre de Goriška (1615-1617), où ils combattent pour ce territoire, mais aussi dans diverses armées d'Europe. Malgré la drastique réduction des effectifs politiques et économiques, de nombreux hommes de culture y voient le jour, parfois d'importance internationale, ainsi que d'importants hommes d'armes et d'église qui n'ont jamais cessé d'embellir les palais et les églises en utilisant des noms célèbres tels que Andrea Palladio, Palma le Jeune, entre autres.
En 1797, avec le traité de Campo-Formio entre Napoléon Ier et l'Autriche, Cividale passe à l'empire d'Autriche ; après la brève période où elle fait partie du royaume d'Italie (1805-1814) napoléonien, elle est confirmée à l'Autriche par le congrès de Vienne (1815). Entre 1848 et 1866, un mouvement du Risorgimento y est particulièrement actif ; en 1866, après la troisième guerre d'indépendance italienne, elle est annexée au royaume d'Italie avec la Vénétie et le Frioul. A la période dite de la Belle Époque, elle est le théâtre d'une activité politique effervescente.

### Époque contemporaine
Pendant la Première Guerre mondiale, Cividale accueille le commandement de la IIe armée et est endommagée par des bombardements aériens. Occupée par les Austro-Allemands à la suite de la bataille de Caporetto, la ville est reconquise par les Italiens fin octobre 1918 après la victoire sur la Piave.
Pendant la Seconde Guerre mondiale (1943), la ville est annexée avec tout le Frioul au Troisième Reich et des troupes cosaques et kalmouks alliées aux Allemands y sont également déployées.
Non seulement la guerre civile a lieu sur son territoire, mais aussi un épisode dramatique de la lutte entre les brigades Osovani et les brigades Garibaldi (communistes et socialistes, sous les ordres du IX Korpus yougoslave) : dans le Bosco Romagno, les groupes d'action patriotique communistes tuent plusieurs combattants Osovani (dont le frère de Pier Paolo Pasolini) précédemment capturés lors du massacre de Porzûs. Plusieurs épisodes d'affrontement entre les Osovani et les pro-Tito Garibaldi ont lieu, une situation ambiguë, puisque les Yougoslaves n'ont jamais caché leur désir d'annexer les territoires italiens jusqu'au Tagliamento, en vertu d'une croyance infondée que le Frioul était autrefois habité par des Slovènes.
Après la Seconde Guerre mondiale, Cividale est le quartier général du commandement et de certains départements de la brigade mécanisée Isonzo, placée pour défendre la frontière orientale en cas d'invasion par le pacte de Varsovie, où certaines composantes de la Fanteria d'arresto gardent divers ouvrages défensifs, dont la galerie de Purgessimo. La position, particulière dans ce contexte historique et géopolitique, conduit à la présence dans la zone du Gladio, le réseau italien des stay-behind de l'OTAN, dans lequel des troupes alpines et ex-alpines, principalement, se sont entraînées pour organiser une résistance armée sur le territoire en cas d'invasion soviétique.
La ville et la région subissent des dégâts lors du tremblement de terre de 1976, mais ceux-ci sont rapidement réparés.

## Monuments et lieux d'intérêt

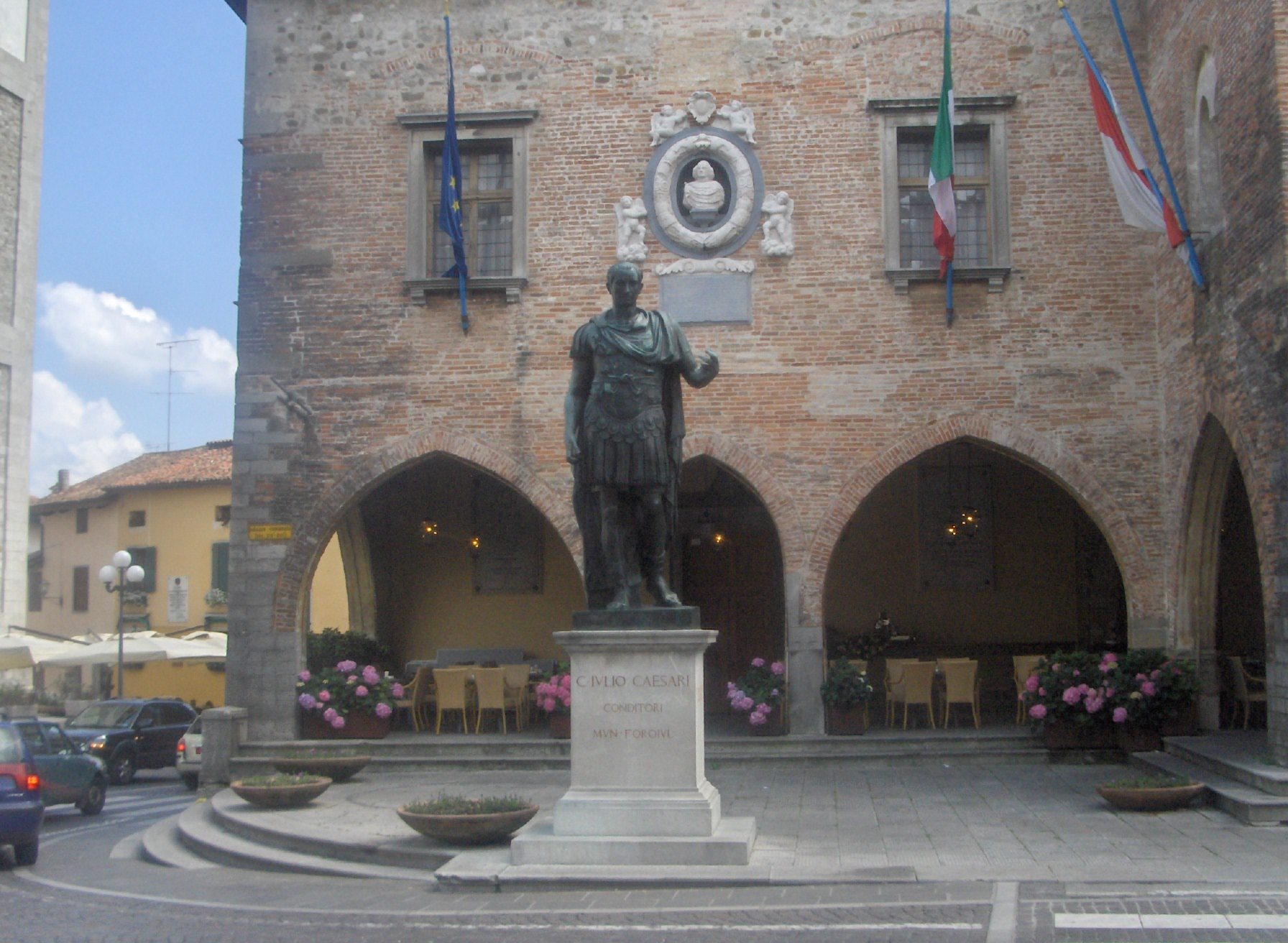
Statue de Jules César

### Monuments civils

#### Palazzo Comunale
Le Palazzo Comunale est un bâtiment gothique en brique résultant de modifications effectuées entre 1545 et 1588 sur le bâtiment préexistant de 1286. A l'intérieur de la cour, des fouilles ont mis au jour les restes d'une domus romaine datant du Ier – IIe siècle.

#### Palazzo Pretorio ou Palazzo dei Provveditori veneti
Construit entre 1565 et 1605 sur un projet attribué à Andrea Palladio, il abrite le musée archéologique national de Cividale del Friuli qui conserve, en particulier, des découvertes archéologiques de l'époque lombarde et médiévale, et d'importants codex médiévaux, dont le fameux psautier d'Egbert (Xe siècle).

#### Hypogée celtique
Creusé dans le sous-sol, il existe différentes interprétations sur l'origine et la fonction de cette hypogée ; on suppose une fonction funéraire, de catacombes, et plus tard de prison, aux époques romaine et lombarde.

#### Musée chrétien
Contigu à la cathédrale à partir de laquelle on y accède, il abrite le baptistère de Callisto (VIIIe siècle) et l'Autel du duc Ratchis (730-740 environ), chefs-d'œuvre de la sculpture lombarde.

#### Pont du Diable
Ouvrage du XVe siècle d’Everardo da Villaco reconstruit en 1917, la tradition veut que les habitants n’aient pas été en mesure de construire un pont sur le Natisone à un endroit considéré comme trop dangereux. La légende veut qu'ils ont alors fait appel à l’aide du diable, qui a promis de résoudre le problème en échange de l’âme du premier passant qui traversera le pont. Les citoyens acceptèrent cette condition et le diable construisit rapidement le pont en se faisant aider par sa grand-mère diabolique, qui apporta dans son tablier le grand rocher qui se trouve au centre de la rivière. Mais les habitants n’étaient pas stupides : en faisant traverser le pont à un chien, elles trompèrent le diable, qui dut se contenter de l’âme de l’animal.

#### Autres
- Maison médiévale au Borgo Brossana, remontant au XIVe siècle[13] ;

- Résidences nobles : Palazzo de Nordis (XVIe siècles) ; palais Paciani (XVIe siècles) ; château de Craigher-Canussio (XIVe – XIXe siècle) ; palais Pontotti-Brosadola (XVIIIe siècle) ; palais Bonessa de Pollis (XVe – XVIIIe siècle) ; palais de Puppi (XVIIe – XVIIIe siècle); palais de Portis (XVe – XVIIIe siècle); palais della Torre (XIIIe – XVIe siècle) ; palais Cossio-Nussi (XVIIIe siècle) ; maison Pisenti-Levrini (XVIe siècles) ; villa Foramiti-Moro (XVIIIe siècle) ; palais de Claricini (XVIIIe siècle) ; villa Gàbrici (XIXe siècle) ; villa Gattorno-Di Lenardo (XIXe siècle).

### Édifices religieux

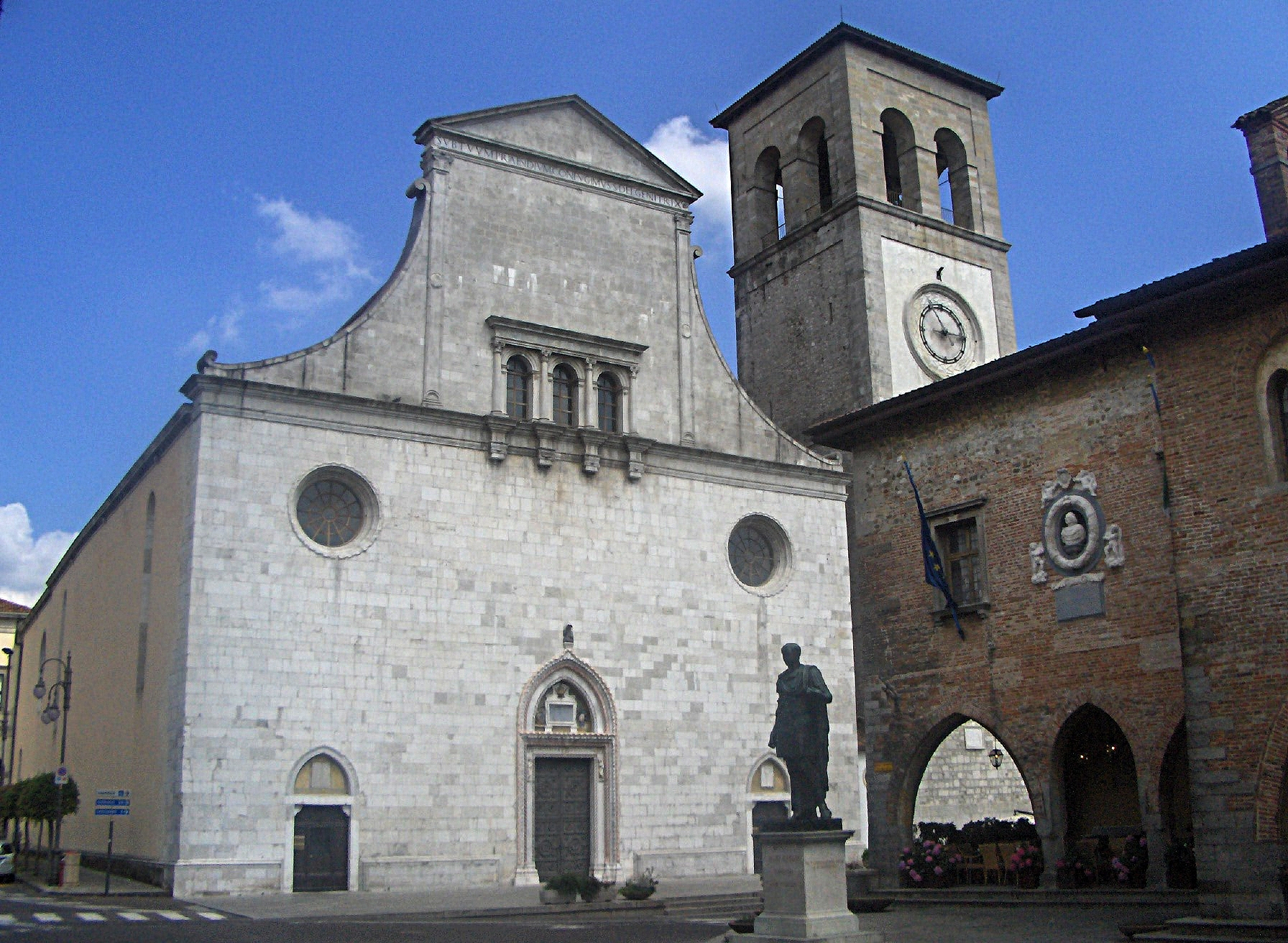
Cathédrale Santa Maria Assunta.

#### Cathédrale Santa Maria Assunta
Edifice du XVe-XVIe siècle construit à la place de l'édifice sacré précédent, endommagé par le tremblement de terre de 1448, après l'effondrement de 1502, la cathédrale a été reconstruite dans le goût de la Renaissance italienne par l'architecte Pietro Lombardo. Le retable de Pilgrim II, un chef-d'œuvre de l'orfèvrerie médiévale italienne, un crucifix gothique et deux toiles de Palma le Jeune sont exposés à l'intérieur.

#### Monastère de Santa Maria in Valle
Le complexe monastique a été construit au milieu du VIIe siècle pour abriter les religieuses bénédictines. En plus du monastère, il se compose de l'église de San Giovanni in Valle (VIIe siècle), du cloître et de la salle du réfectoire. Sur le côté sud du bâtiment, les plus anciennes structures murales incorporent en partie le Temple lombard (VIIIe siècle), construite plus tard comme une chapelle du monastère, ensemble d’architecture et sculptures du haut Moyen Âge.

#### Églises
- Église San Francesco, construite au XIIIe siècle, aujourd'hui désacralisée et utilisée pour des expositions temporaires et des événements ;
- Église San Giovanni in Xenodochio, qui se dresse là où se trouvait une église paléochrétienne à laquelle un hospice pour les pèlerins a ensuite été ajouté ;
- Église Santa Maria di Corte, ainsi appelée parce qu'elle appartenait déjà à la cour de l'ancien palais patriarcal ;
- Église des Saints Pierre et Biagio dans le village de Brossana ;
- Église San Pietro ai Volti[15]
- Église des Saints Silvestro et Valentino ;
- Église San Martino ;
- Église San Pantaleone à Rualis;
- Église San Giorgio in Vado in Rualis;
- Église des Saints Dorotea et Apollonia à Grupignano, construite au XVIe siècle ;
- Église San Floriano près de Sanguarzo[16] ;
- Église San Floriano à Gagliano.

## Culture

### Manifestations
- Messa dello Spadone (6 janvier), rite religieux et cortège en costume d’époque pour l’évocation de l’histoire de l’entrée à Cividale du Patriarche Marquard de Randeck (1366).
- Gioco del Truc, jeu antique et traditionnel qui se déroule sur la place de la cité à Pâques et le lundi de Pâques[17]. Un manuscrit conservé au Musée Archéologique National de Cividale del Friuli date le jeu du XVIIIe siècle. Il se déroule uniquement sur les places de Cividale. Des jeux similaires ont lieu en Vénétie, en Émilie-Romagne et aussi à Lusace (Allemagne) où se pratique le Waleien[18], qui a des structures et des règles similaires au Truc. Le mot qui donne son nom au jeu est l'onomatopée du son des objets qui se touchent. Le jeu consiste en un grand bassin ovale rempli de sable dans lequel sont déposés des œufs colorés, selon des règles précises, dans le but de les faire se toucher[19].
- Mittelfest (juillet), important rendez-vous international de spectacle depuis 1991, le festival international de théâtre, de musique, de danse et de marionnettes Mittelfest accueille chaque été les artistes les plus importants et les plus pertinentes du spectacle vivant d'Europe centrale[20].
- Palio di San Donato (août), évocation historique en costume médiéval, boutiques artisanales, jeux, course pédestre et tir à l’arc, dans une atmosphère médiévale.
- Fiera di San Martino (novembre), foire à la brocante et antiquité dans les rues du centre historique.
- Baule del diavolo (la malle du diable) chaque quatrième dimanche du mois, brocante et marché aux puces sur la place du centre historique.

### Personnalités
- Eugenio Cefis (1921-2004), président ENI et Montedison
- Roberto Chiacig, basketteur
- Antonio da Cividale (fl. 1392-1421), maître de chapelle et compositeur
- Paul Diacre (720-799), historien
- Fiore dei Liberi (1350-1420), maître d’armes
- Antonio Mattioni (1880-1961), pionnier de la technique aéronautique
- Leone Morandini dit Leo (1889-1971), architecte
- Vittorio Podrecca (1883-1959), marionnettiste
- Adelaide Ristori (1822-1906), actrice théâtrale
- Jacopo Stellini (1699-1770), écrivain et philosophe

## Langues et dialectes
A côté de l'italien, la population utilise le frioulan. Conformément à la Résolution n. 2680 du 3 août 2001 du Conseil de la Région Autonome du Frioul-Vénétie Julienne, la commune est incluse dans la zone territoriale de protection de la langue frioulane aux fins de l'application de la loi 482/99, loi régionale 15/ 96 et loi régionale 29 / 2007. Le frioulan parlé à Cividale del Friuli est l'une des variantes appartenant au frioulan du centre-est.
Cividale est également inscrite sur la liste des communes dans lesquelles s'appliquent les mesures de protection de la minorité slovène en Italie, en vertu de l'article 4 de la loi n°38 du 23 février 2001 « Règles de protection de la minorité linguistique slovène de Région Frioul-Vénétie Julienne ». Cette adhésion a été critiquée par ceux qui soutiennent qu'il n'y a aucune preuve d'une présence slovène dans la ville de Cividale,,. Selon le recensement de 1971, moins de 1 % de la population était slovène.

## Administration
| Période                                  | Période      | Identité           | Étiquette            | Qualité     |
| ---------------------------------------- | ------------ | ------------------ | -------------------- | ----------- |
| 13 mai 1985                              | 6 mai 1990   | Pascolini Giuseppe | Democrazia Cristiana | maire       |
| 7 mai 1990                               | 23 avr 1995  | Pascolini Giuseppe | Democrazia Cristiana | maire       |
| 24 avr 1995                              | 3 dec 1997   | Bernardi Giuseppe  | Liste civique        | maire       |
| 4 déc 1997                               | 14 juin 1998 | Colli Edoardo      | --                   | commissaire |
| 15 juin 1998                             | 16 avr 2000  | Pascolini Giuseppe | Liste civique        | maire       |
| 17 avr 2000                              | 22 mai 2005  | Vuga Attilio       | Forza Italia         | maire       |
| 24 mai 2005                              | 16 mai 2010  | Attilio Vuga       | Liste civique        | maire       |
| 17 mai 2010                              | en cours     | Balloch Stefano    | Liste civique        | maire       |
| Les données manquantes sont à compléter. |              |                    |                      |             |

Éléments de Ministère des Affaires étrangères de l'Intérieur

### Hameaux
Rualis, Grupignano, Rubignacco, Gagliano, Purgessimo, Sanguarzo, Spessa, Carraria, Fornalis, San Giorgio

### Communes limitrophes
Corno di Rosazzo, Moimacco, Premariacco, Prepotto, San Pietro al Natisone, Torreano

## Galerie

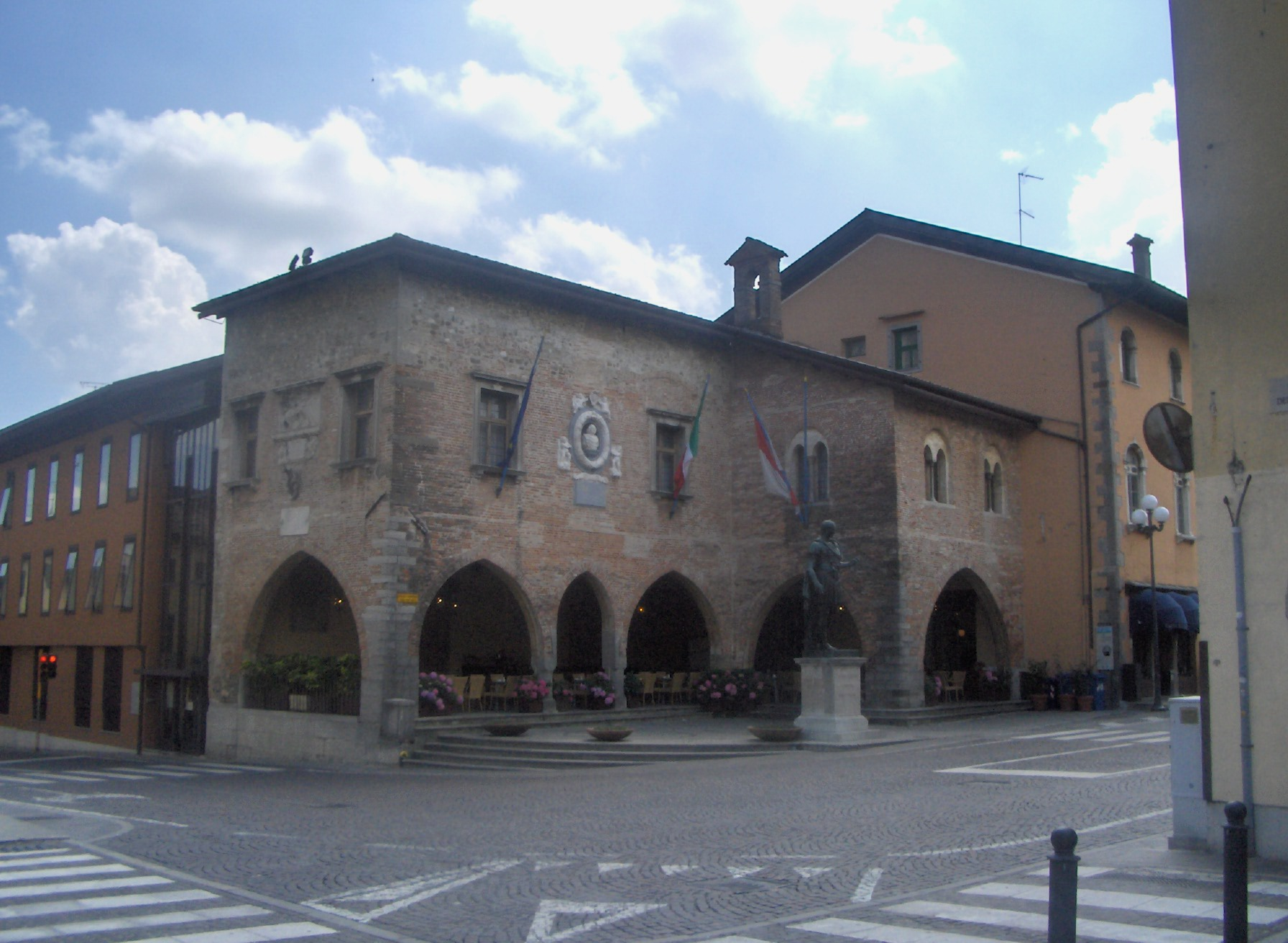
Palais communal.
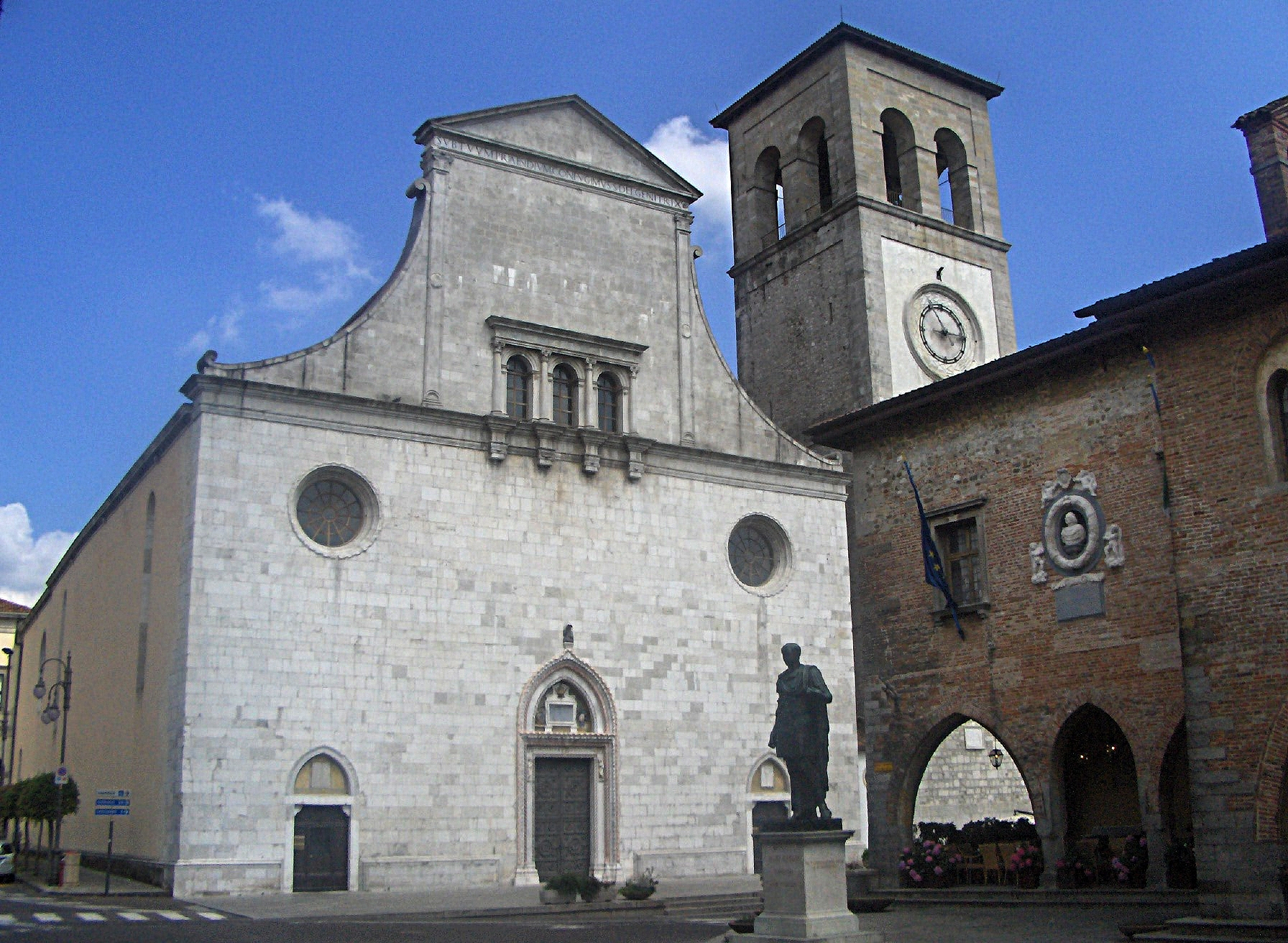
Duomo.
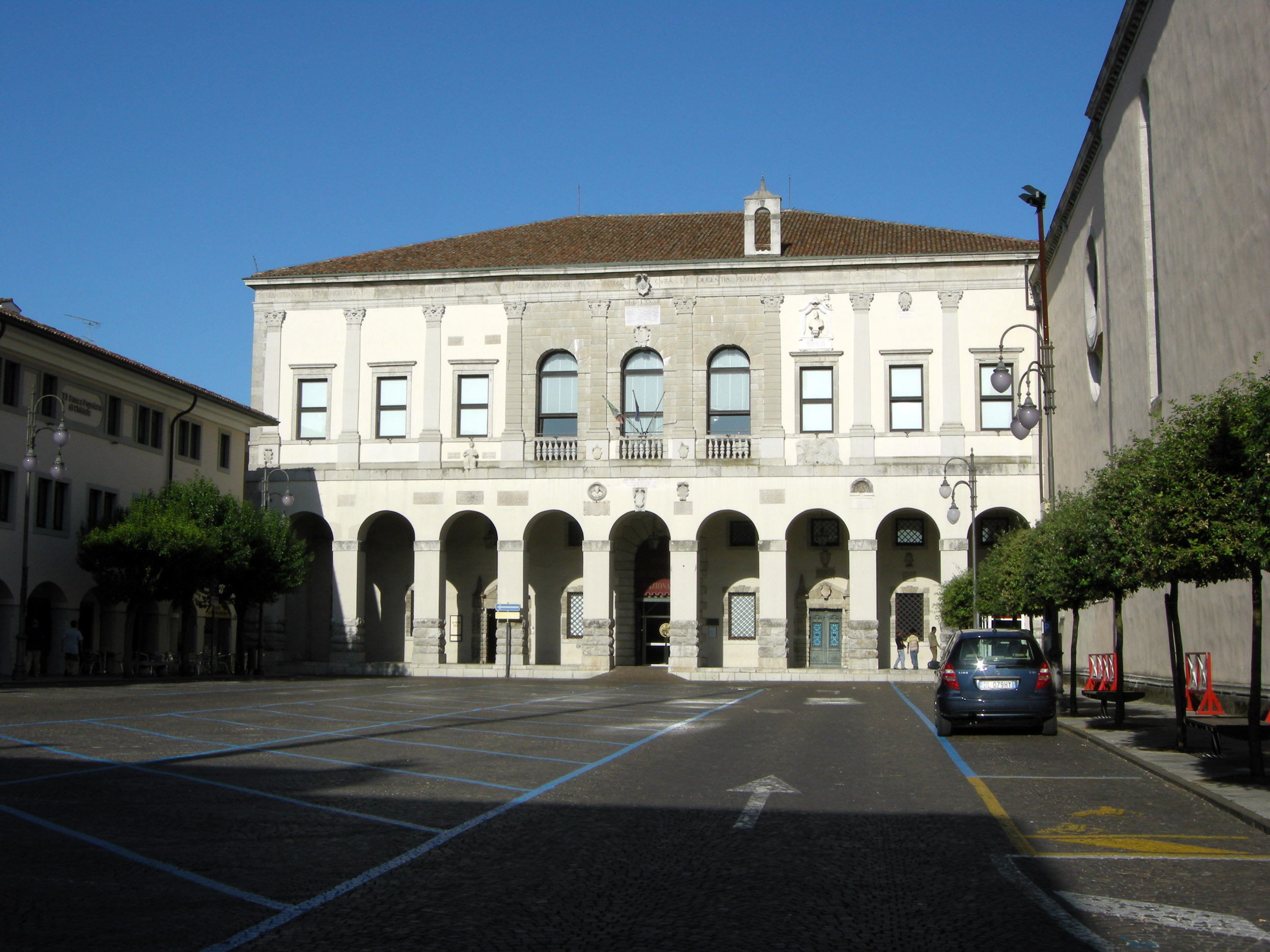
Palais des Provveditori.
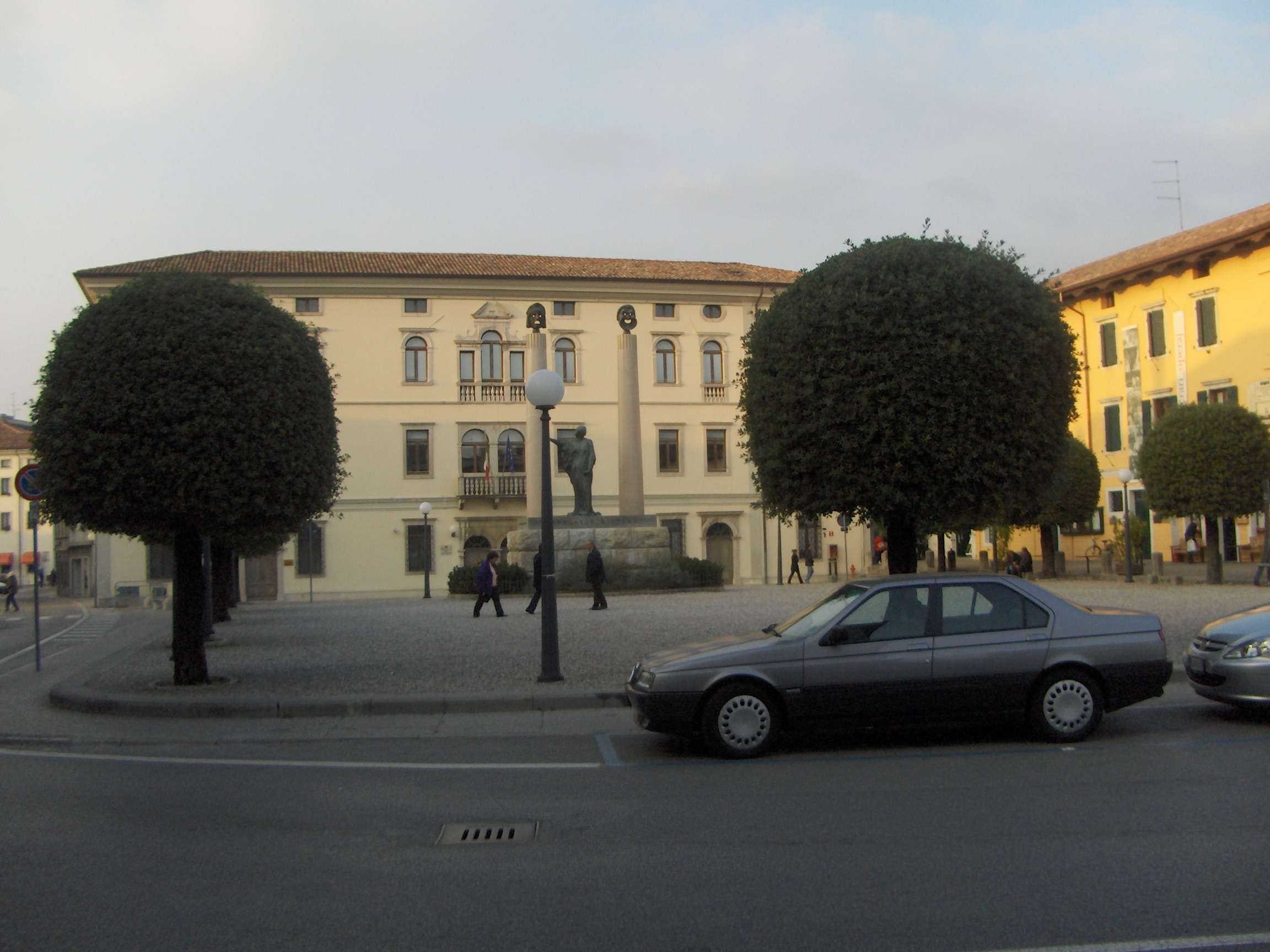
Forum Jules César.
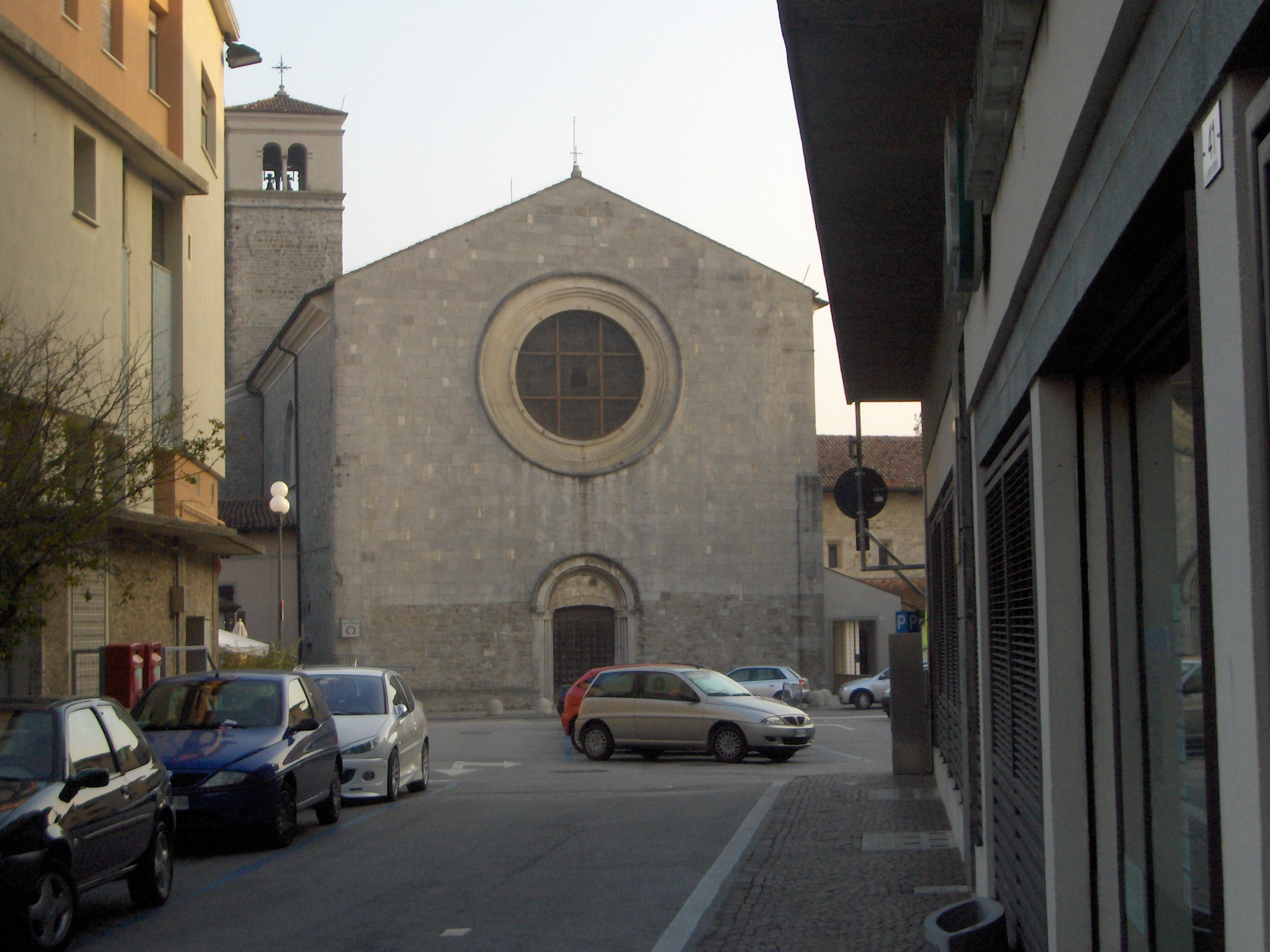
Église San Francesco.
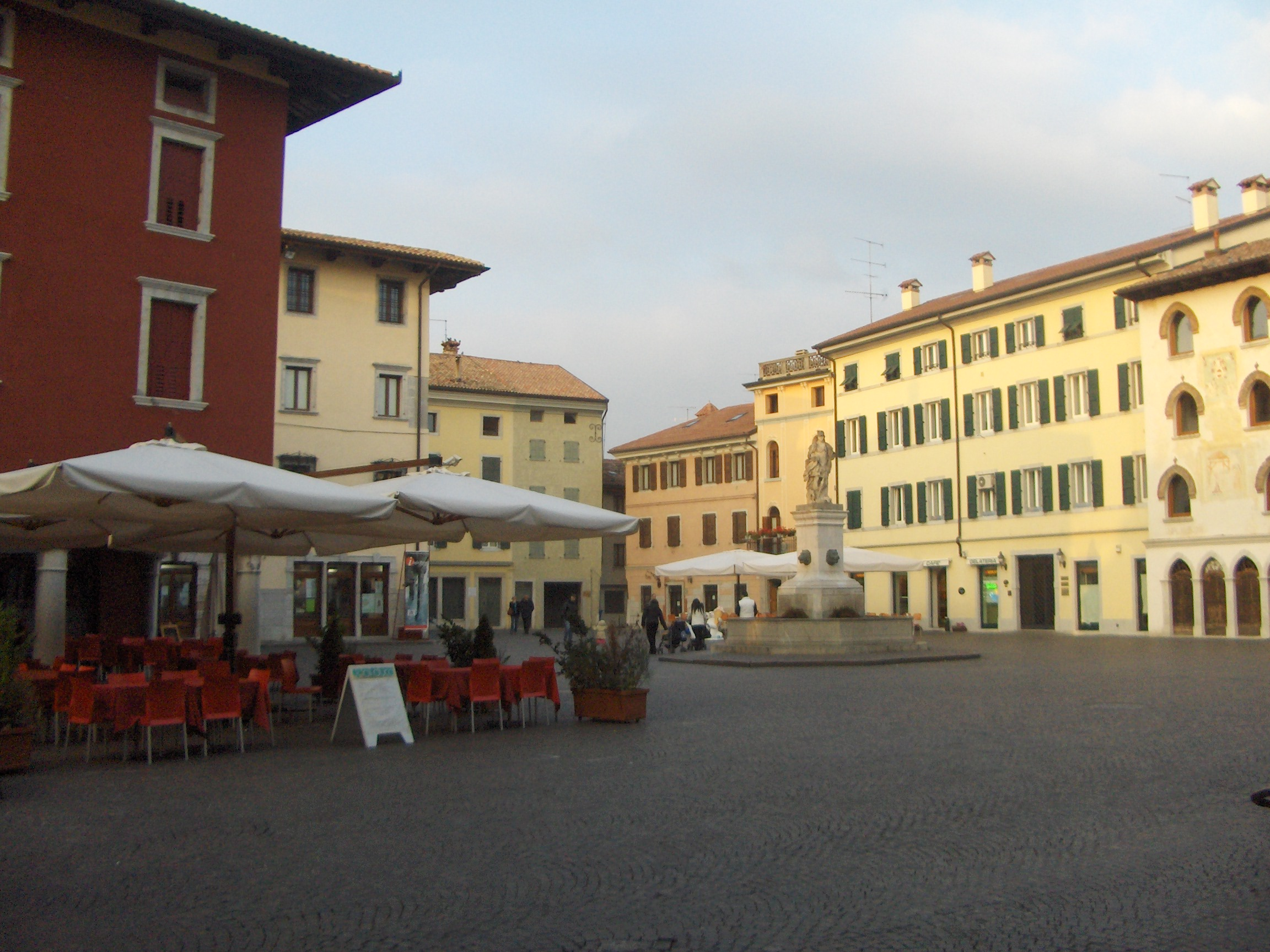
Place Diacono.
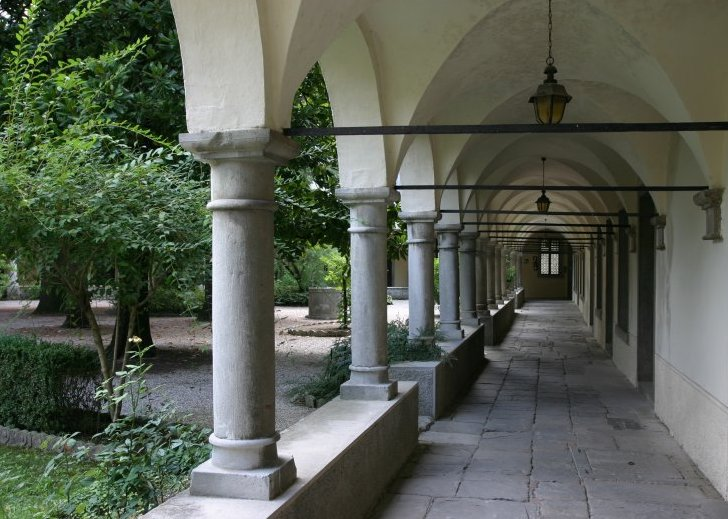
Couvent des sœurs Ursulines.
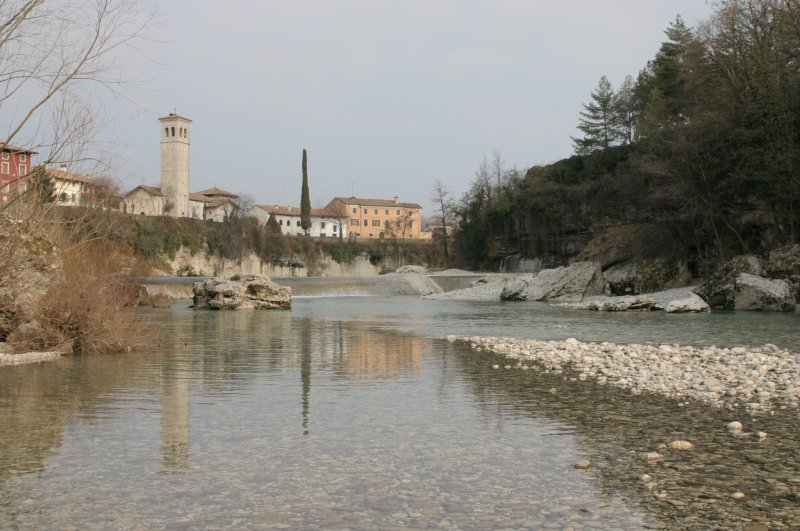
Église San Pietro e Biagio vue du Natisone.
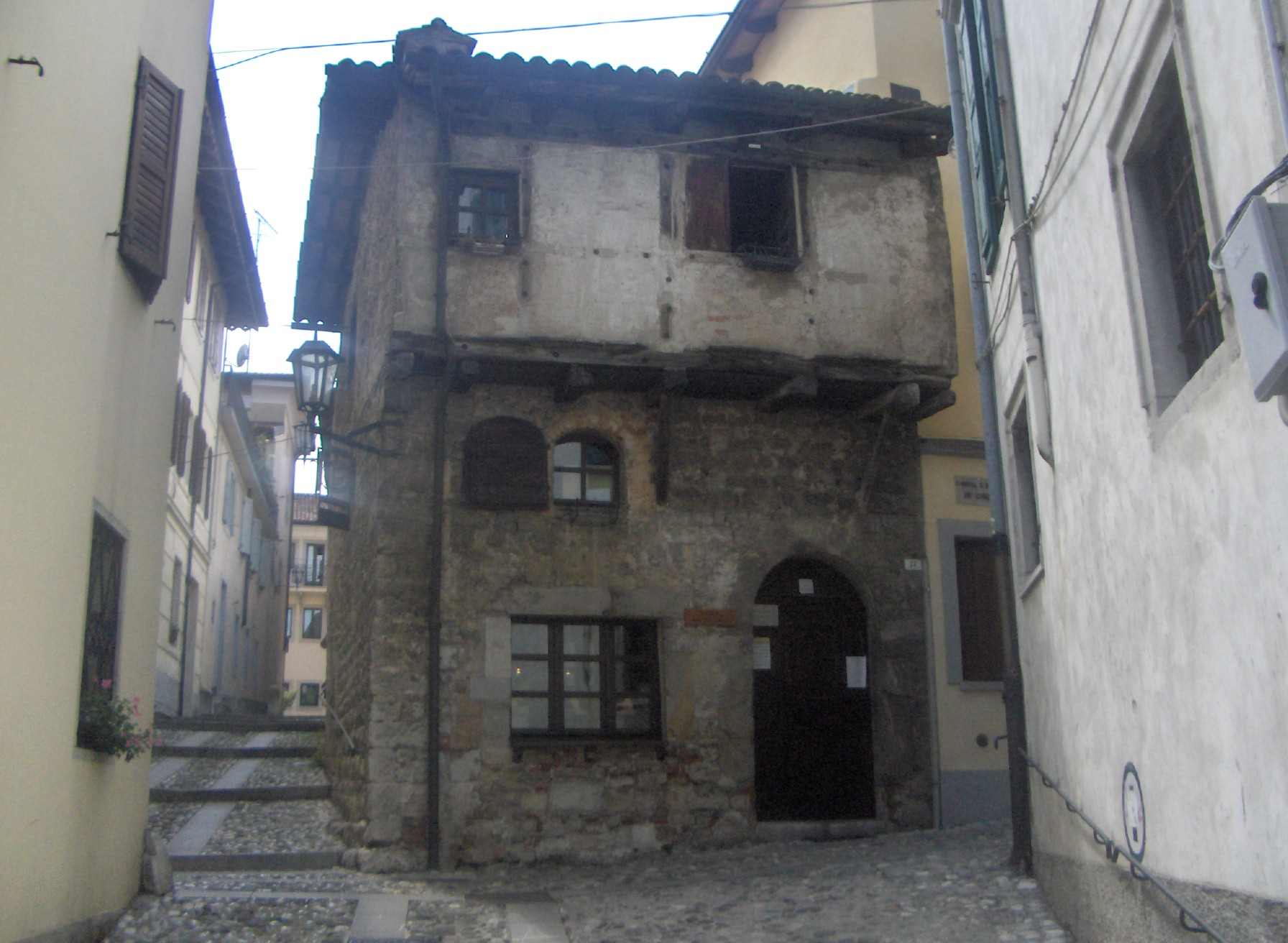
Maison médiévale de Borgo Brossana.
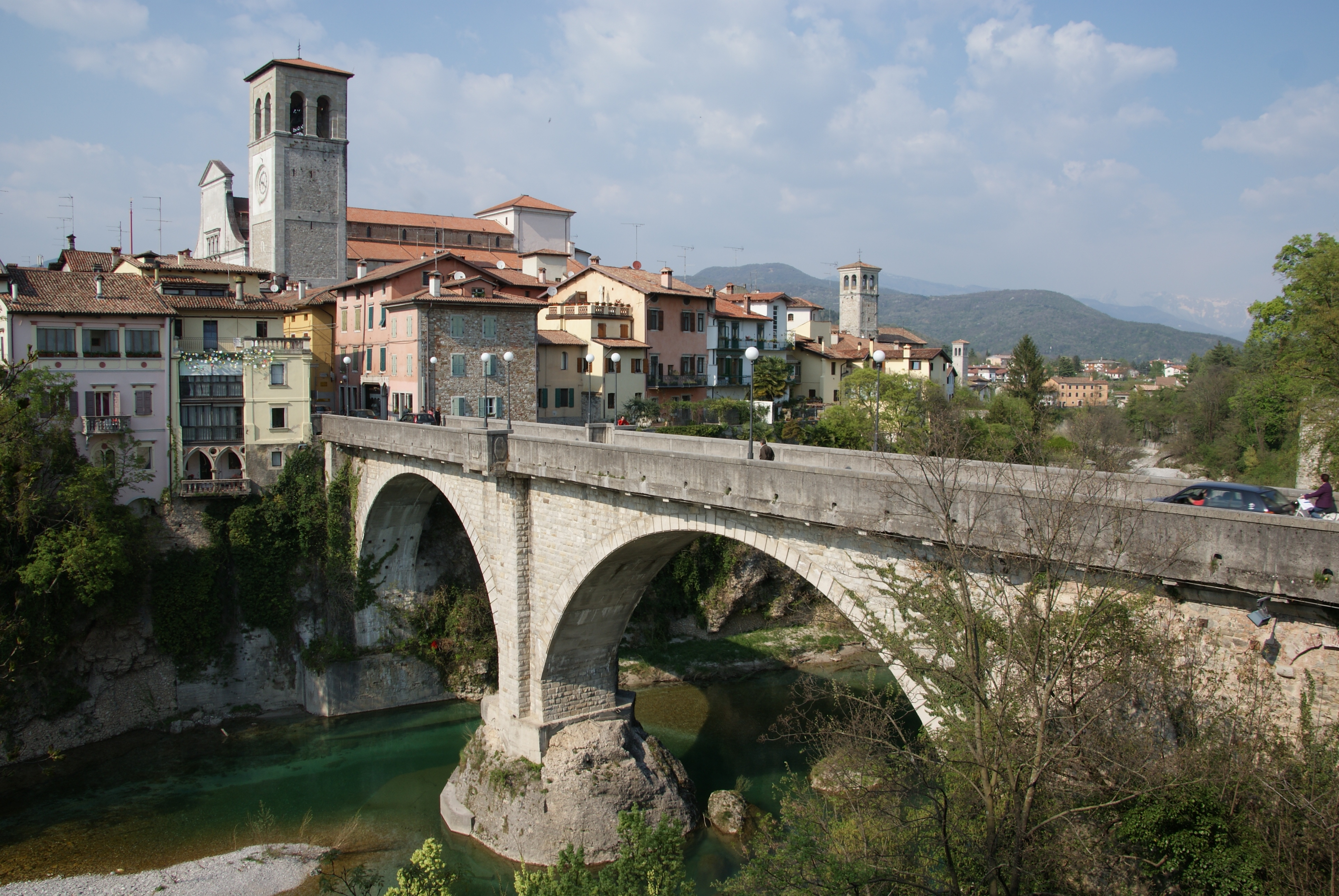
Pont du Diable.
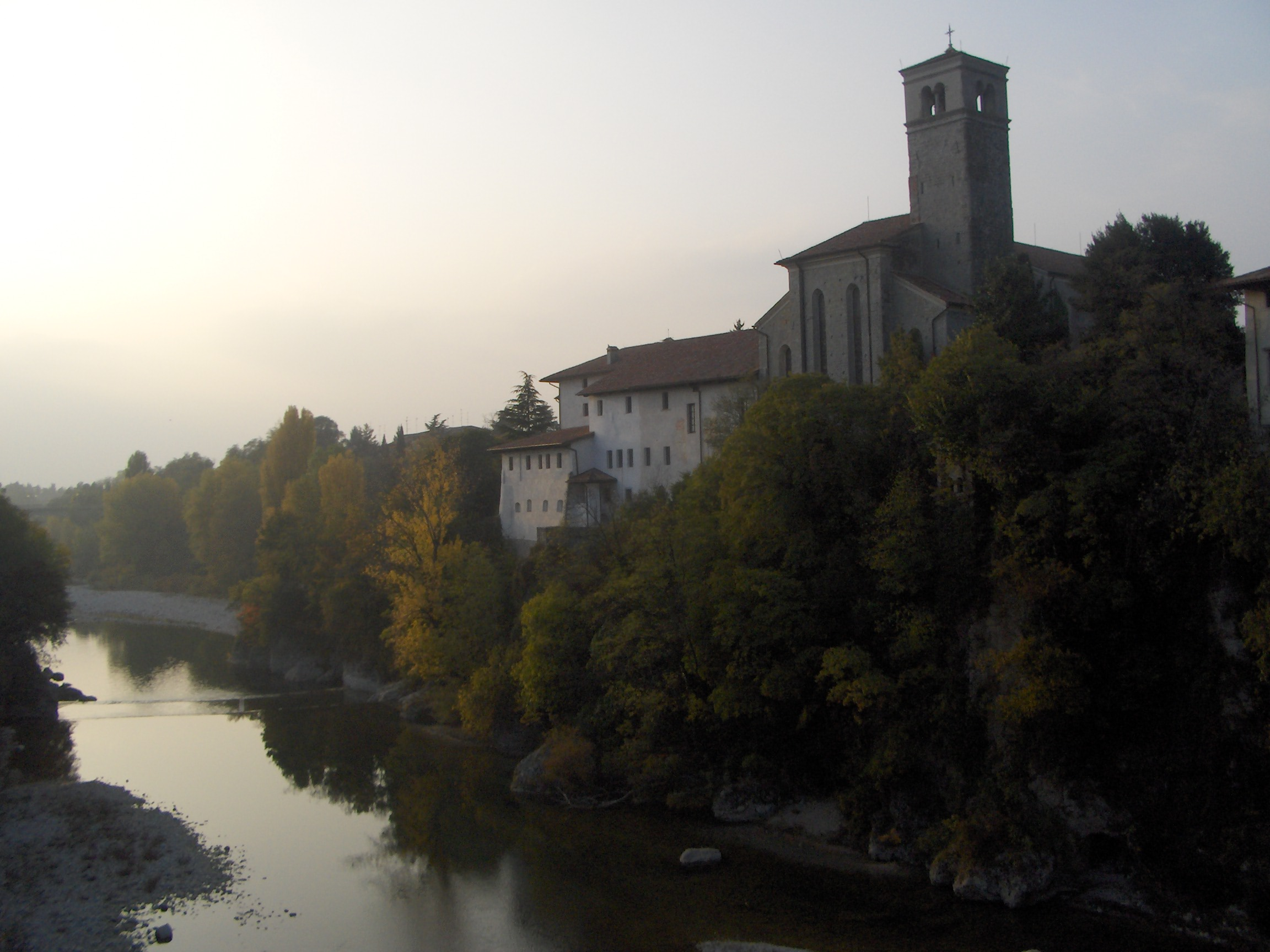
Fin du pont du Diable.